# Сельское поселение Базаровское
Сельское поселение Базаровское — бывшее (до 2015) муниципальное образование со статусом сельского поселения в упразднённом Каширском муниципальном районе Московской области России.

## Общие сведения
Образовано в ходе муниципальной реформы, в соответствии с Законом Московской области от 28.02.2005 года № 71/2005-ОЗ «О статусе и границах Каширского муниципального района и вновь образованных в его составе муниципальных образований».
Административный центр — посёлок Зендиково.
Глава сельского поселения — Гречишкин Эдуард Александрович. Адрес администрации: 142918, Московская область, Каширский район, п. Зендиково, ул. Банная д. 6а.
Упразднено 11 октября 2015 в связи с преобразованием Каширского муниципального района в городской округ.

## Население
| 2006  | 2007  | 2008  | 2009  | 2010  | 2011  |
| ----- | ----- | ----- | ----- | ----- | ----- |
| 4792  | ↘4643 | ↘4632 | ↘4619 | ↗4882 | ↗4945 |
| 2012  | 2013  | 2014  | 2015  |       |       |
| →4945 | ↘4918 | ↘4804 | ↘4768 |       |       |

## География
Располагалось в юго-западной части Каширского района. Граничило с сельскими поселениями Колтовским и Домнинским, городскими поселениями Кашира и Ожерелье, а также Венёвским и Ясногорским районами Тульской области. Площадь территории сельского поселения — 10 863 га.

## Состав сельского поселения
В состав сельского поселения входили 16 населённых пунктов двух упразднённых административно-территориальных единиц — Базаровского и Барабановского сельских округов:
- посёлок Зендиково;
- деревни Аладьино, Базарово, Барабаново, Верзилово, Гладкое, Злобино, Кокино, Наумовское, Пятница, Романовское, Руднево, Семенково, Суханово, Тимирязево, Ягодня.